# Paraclius basiflavus
Paraclius basiflavus är en tvåvingeart som beskrevs av Yang 1998. Paraclius basiflavus ingår i släktet Paraclius och familjen styltflugor. Inga underarter finns listade i Catalogue of Life.